# Caso prepositivo
Em gramática, o caso prepositivo (abreviado PREP) e o caso pospositivo (abreviado POS) são casos gramaticais que marcam respectivamente o objeto de uma preposição e uma posposição. Este termo pode ser usado em línguas onde os substantivos têm uma forma declinacional que aparece exclusivamente em combinação com certas preposições.
Como os objetos dessas preposições geralmente denotam locais, esse caso também é chamado de caso locativo: em tcheco e eslovaco lokál (em oposição a lokatív) e miejscownik em polonês . Isso está em acordo com sua origem: o caso prepositivo eslavo vem do caso locativo proto-indo-europeu (presente em armênio, sânscrito e latim antigo, entre outros). O chamado "segundo locativo" encontrado em russo moderno tem, em última análise, a mesma origem.
Na língua pastó, também existe um caso que ocorre apenas em combinação com certas preposições. É mais frequentemente chamado de "primeiro oblíquo" do que de prepositivo.
Em muitas outras línguas, o termo "caso prepositivo" é inadequado, uma vez que as formas de substantivos selecionados por preposições também aparecem em contextos não prepositivos. Por exemplo, em inglês, as preposições governam o caso objetivo (ou acusativo), assim como os verbos. Em alemão, as preposições podem reger o genitivo, o dativo ou o acusativo, e nenhum desses casos está associado exclusivamente a preposições.